# Фруктовий салат
Фруктовий салат — страва, що складається з різних видів фруктів, іноді подається в рідині, або їхньому соку, або сиропі. У різних видах фруктовий салат можна подавати як закуску або десерт. Коли фруктовий салат подають як закуску, його іноді називають фруктовим коктейлем (часто означає консервований продукт) або фруктовим кубком (коли подають у невеликій посудині).
Існує багато видів фруктових салатів, починаючи від базових (без горіхів, зефіру чи заправки) до помірно солодких (вальдорфський салат) і закінчуючи солодкими (салат «Амброзія»). Ще одним «салатом», що містить фрукти, є салат-желе, з його численними варіаціями. Фруктовий коктейль — це суміш дрібно нарізаних кубиками (від більшого відсотка до меншого) персиків, груш, ананасів, винограду та половинок вишень. Фруктовий салат також може бути консервованим (з більшими шматочками фруктів, ніж у коктейлі).

## Опис

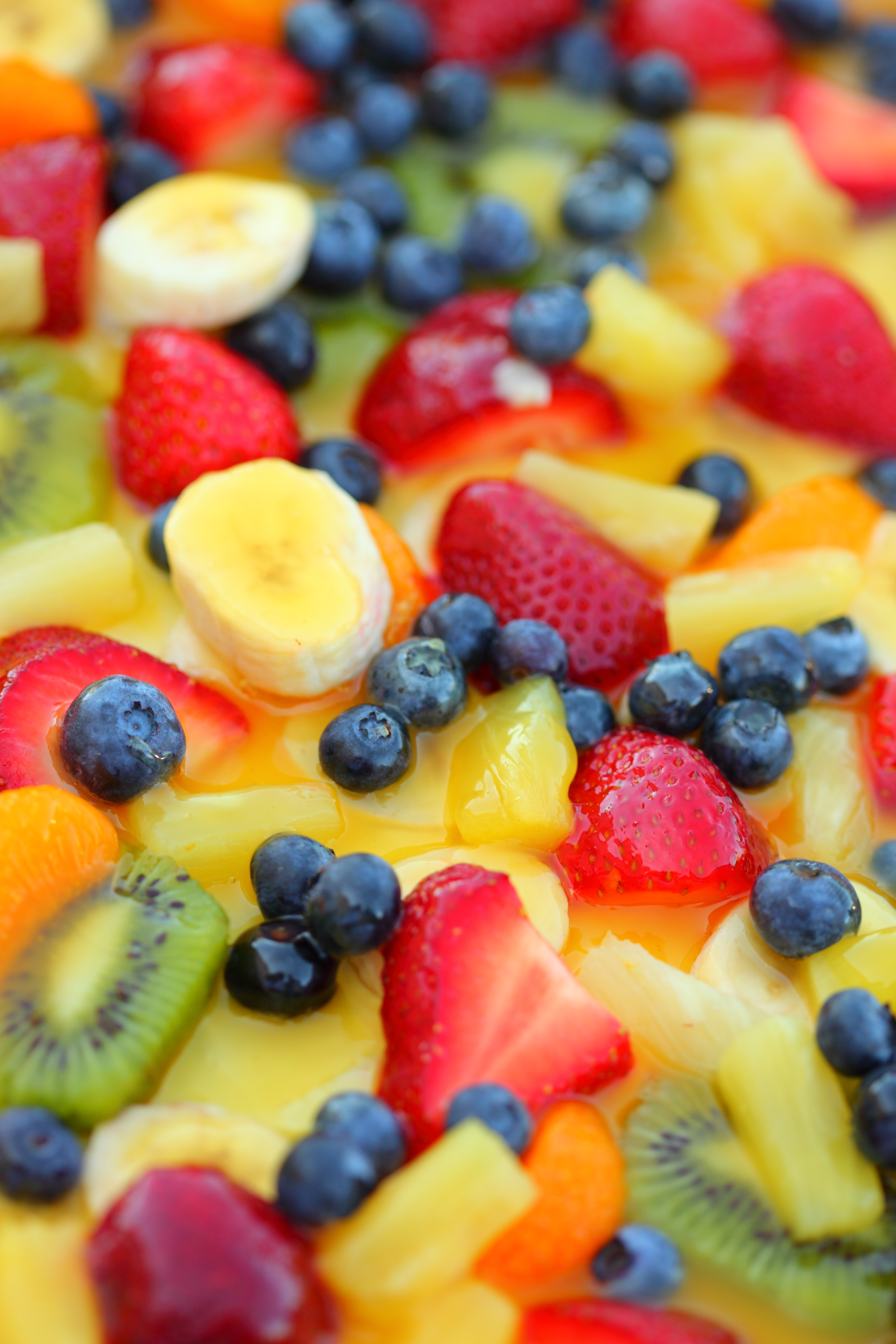
Фруктовий салат з ківі, полуницею, чорницею, ананасами, бананами та апельсинами

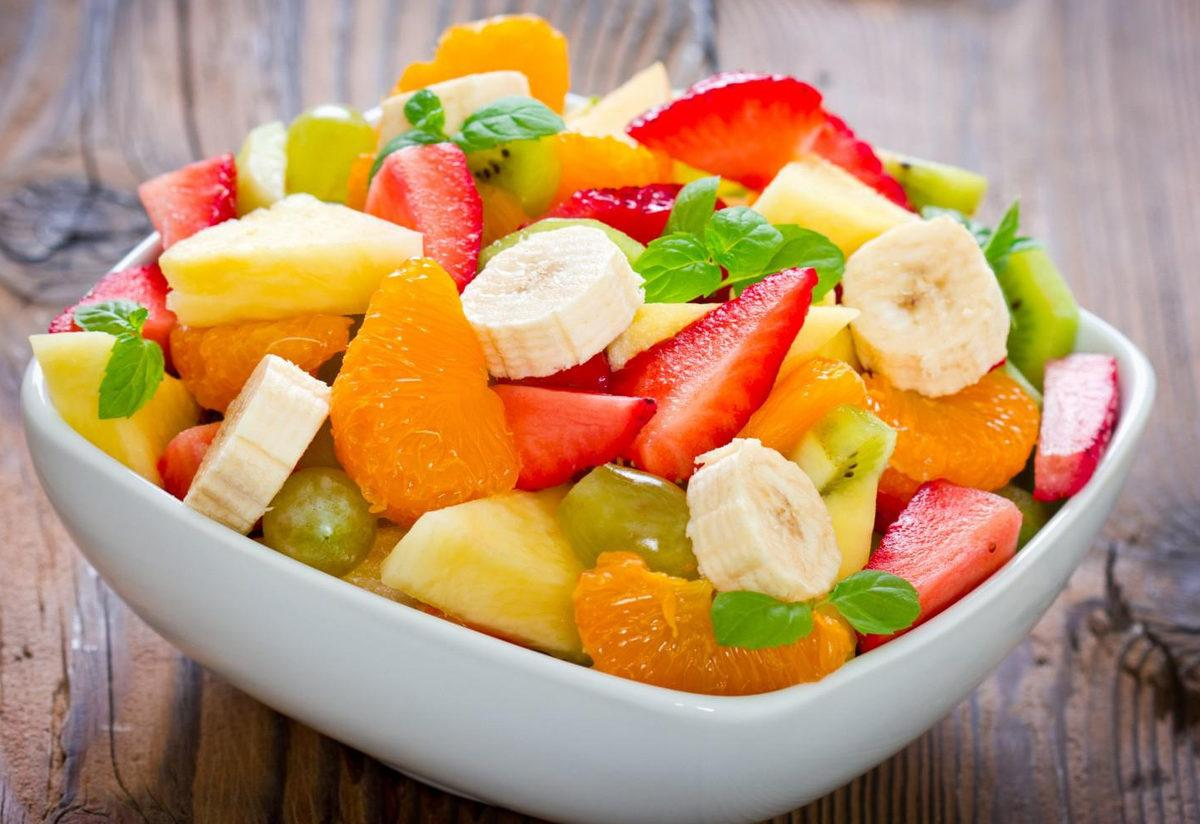
Літній фруктовий салат

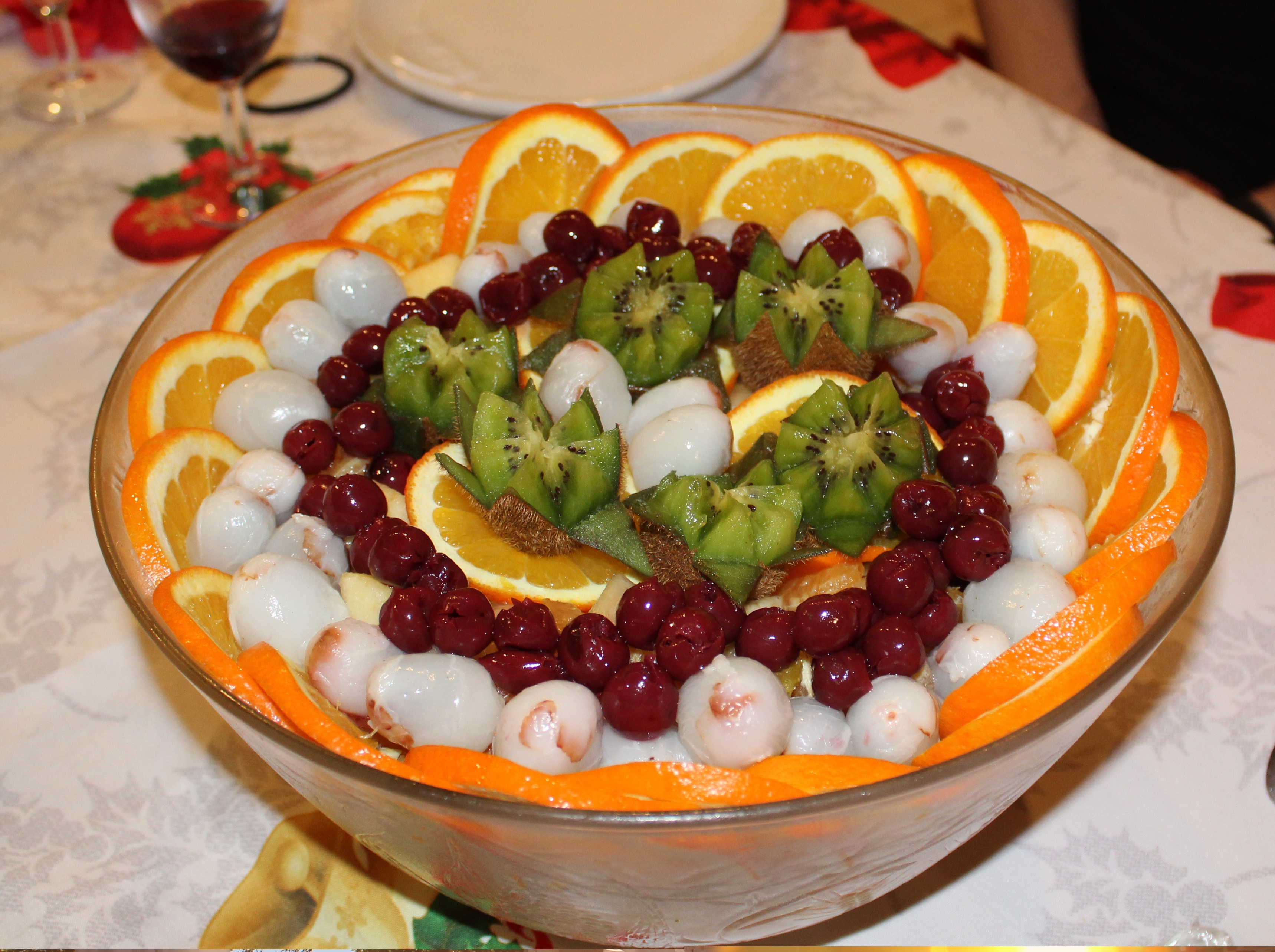
Фруктовий салад із вишень, ківі, лічі та апельсинів

Існує кілька домашніх рецептів фруктових салатів, які містять різні види фруктів або використовують інший вид соусу, відмінного від фруктового соку чи сиропу. Звичайні інгредієнти, які використовуються у фруктових салатах, включають полуницю, ананас, диню, кавун, виноград і ківі. Різні рецепти можуть містити горіхи, фруктові соки, певні овочі, йогурт чи інші інгредієнти.
Одним із варіантів є фруктовий салат у вальдорфському стилі, в якому використовується соус на основі майонезу. В інших рецептах основним інгредієнтом соусу є сметана (наприклад, амброзія), йогурт або навіть заварний крем. У деяких варіантах фруктового салату використовуються збиті вершки, змішані з багатьма різними фруктами (зазвичай це суміш ягід), такі салади також часто можуть мати мініатюрний зефір. Роджак, малайзійський фруктовий салат, використовує гострий соус з арахісом і пастою з креветок. На Філіппінах фруктові салати, що є популярною стравою для вечірок і свят, зазвичай готуються з буко, або молодого кокосу, і згущеного молока на додаток до інших консервованих або свіжих фруктів. Сицилійський апельсиновий салат — це типова страва Сицилії (Італія) та Іспанії, в якому скибочки апельсина заправляються оливковою олією, сіллю і чорним перцем.
У Мексиці є популярний варіант фруктового салату «Біоніко», який складається з різних фруктів, залитих сумішшю згущеного молока і сметани. Гуакамоле також можна вважати фруктовим салатом, який складається переважно з різних фруктів і фруктових соків, таких як авокадо, сік лимона та/або лайма, помідори, перець чилі та горошини чорного перцю.
Існує також велике різноманіття фруктових салатів у марокканській кухні, часто як частина кеміа, вибір закусок або невеликих страв, аналогічних іспанським тапас або східно-середземноморському мезе.
Морозиво з фруктовим салатом також зазвичай виготовляється з маленькими шматочками справжніх фруктів, приправлених соками з концентрату, фруктовими екстрактами або штучними хімікатами.

## Фруктовий коктейль

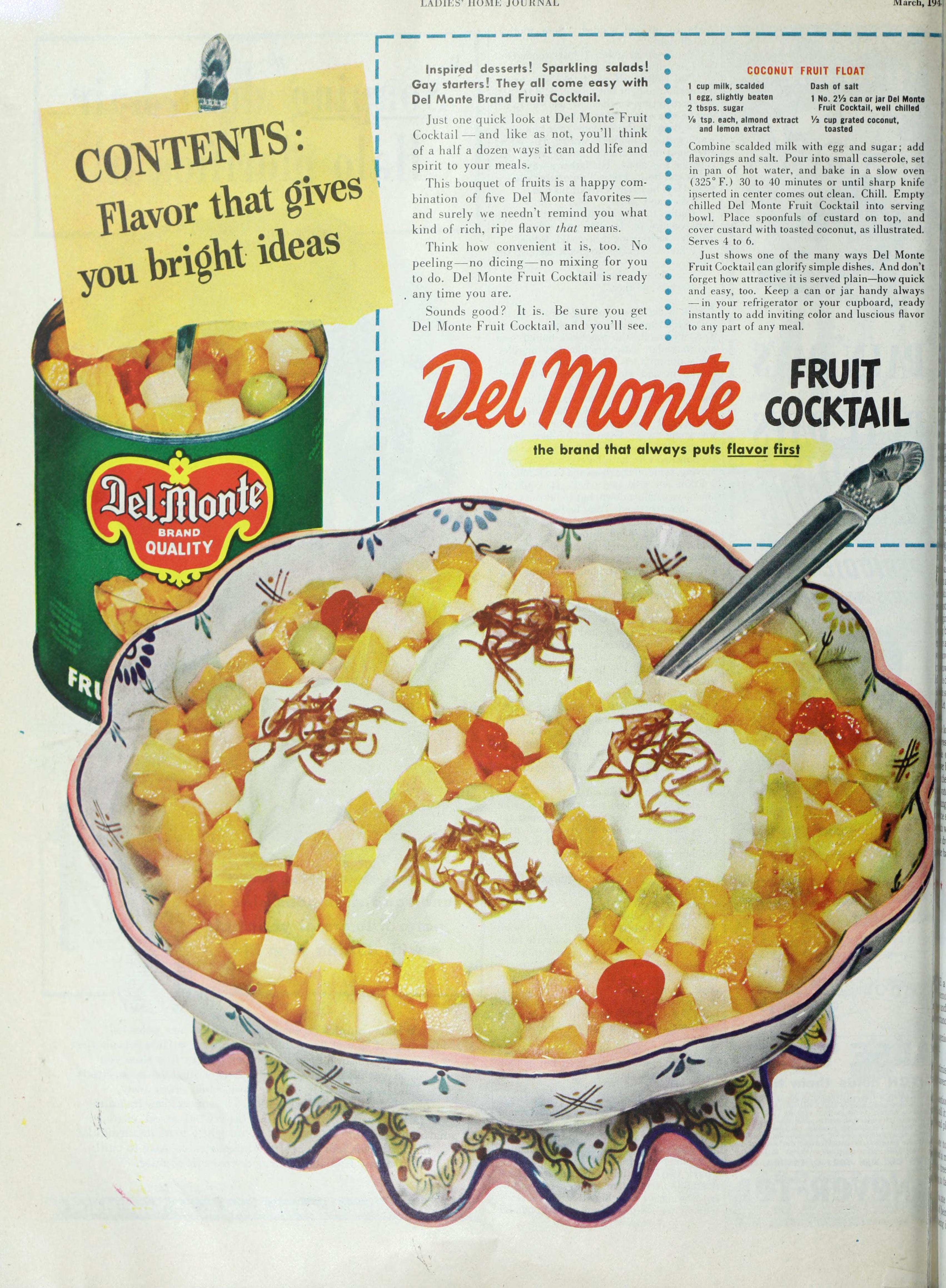
Реклама фруктового коктейлю Del Monte 1948 року

Фруктовий коктейль часто продається консервованим і є типовим продуктом кафетеріїв, але його також можна приготувати свіжим. Використання слова «коктейль» у назві не означає, що він містить алкоголь, а відноситься до вторинного визначення: «закуска, виготовлена шляхом поєднання шматочків їжі, таких як фрукти або морепродукти».
У Сполучених Штатах Міністерство сільського господарства США визначає, що консервований «фруктовий коктейль» повинен містити певний відсоток груш, винограду, вишні, персиків і ананасів, щоб продаватися як фруктовий коктейль. Він повинен містити фрукти в такому діапазоні відсотків:
- Від 30 % до 50 % нарізаних кубиками персиків будь-якого жовтого сорту
- Від 25 % до 45 % нарізаних кубиками груш будь-якого сорту
- Від 6 % до 16 % нарізаного кубиками ананаса будь-якого сорту
- Від 6 % до 20 % цільного винограду, будь-який сорт без кісточок
- Від 2 % до 6 % половинок вишні, будь-який легкий солодкий або штучно пофарбований червоний сорт (наприклад , вишня мараскино)

Винахід фруктових коктейлів приписують як Вільяму Веру Крусу з Каліфорнійського університету в Берклі, так і Герберту Грею з компанії Barron-Gray Packing Company з Сан-Хосе, Каліфорнія. Barron–Gray була першою компанією, яка комерційно продавала фруктовий коктейль, починаючи з 1930 року, а California Packing Corporation почала продавати його під брендом Del Monte через кілька років.
Консервовані фруктові коктейлі та консервований фруктовий салат схожі, але фруктовий салат містить більші шматочки фруктів, тоді як фруктовий коктейль нарізаний дрібними кубиками. Комерційно використовуються фрукти, які були стиглими, але косметично пошкодженим, наприклад, персик або груша, які були прим'яті з одного боку. Пошкоджені частини відрізають і викидають, а решту нарізають дрібними шматочками.

## У масовій культурі
- «Fruit Salad» (також відома як «Fruit Salad Yummy Yummy») — це назва пісні австралійського дитячого гурту Wiggles.

- «Фруктовий салат» — також сленгове позначення медалей на солдатській формі, напр. «Погляньте, який фруктовий салат на тому полковнику». Цей термін відноситься до яскравих кольорів багатьох стрічок, які зазвичай поєднуються з медалями.

- «Фруктовий салат» — альтернативна назва гри Fruit Basket Turnover.